# Oblast de Kiev
Oblast de Kyiv
L'oblast de Kiev (en russe : Киевская область, Kievskaïa oblast’) ou oblast de Kyiv (en ukrainien : Київська область, Kyïvs’ka oblast’  ou Київщина, Kyïvchtchyna) est une subdivision administrative du centre de l'Ukraine. Il compte 1,7 million d'habitants en 2022. Sa capitale est la ville de Kiev (Kyïv), aussi capitale du pays. Bien que la municipalité de Kiev abrite des entités administratives de l'oblast de Kiev, la ville de Kiev est indépendante de l'oblast et possède un statut spécial.

## Géographie

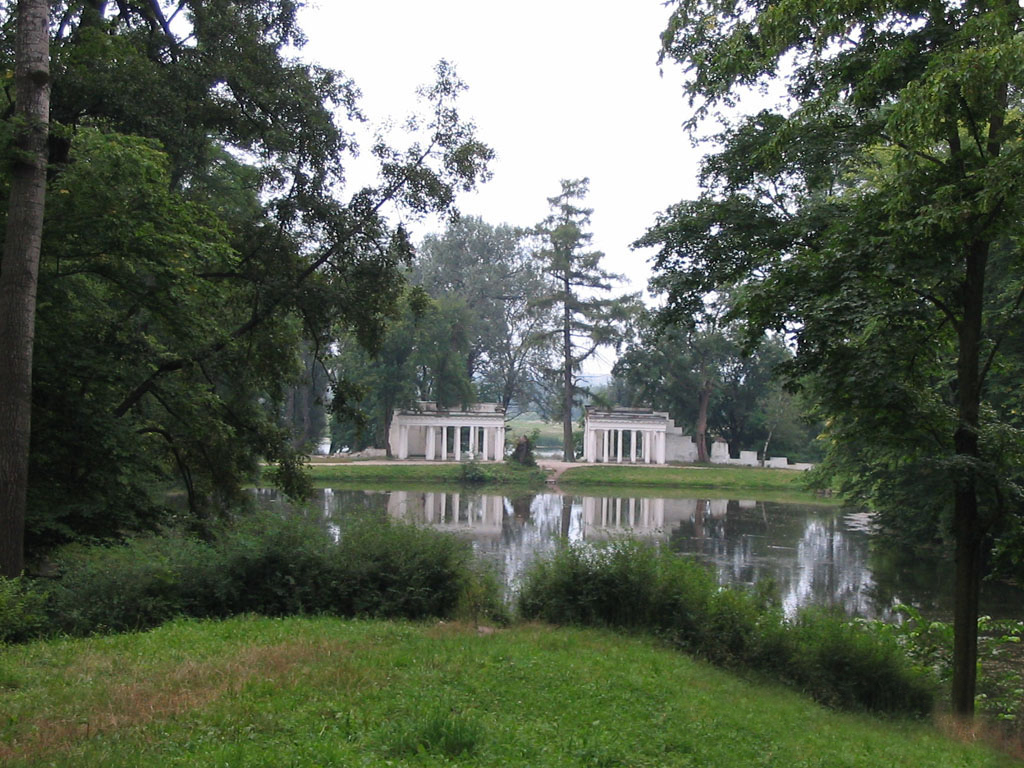
Le parc Alexandria de l'Académie nationale des sciences d'Ukraine à Bila Tserkva.

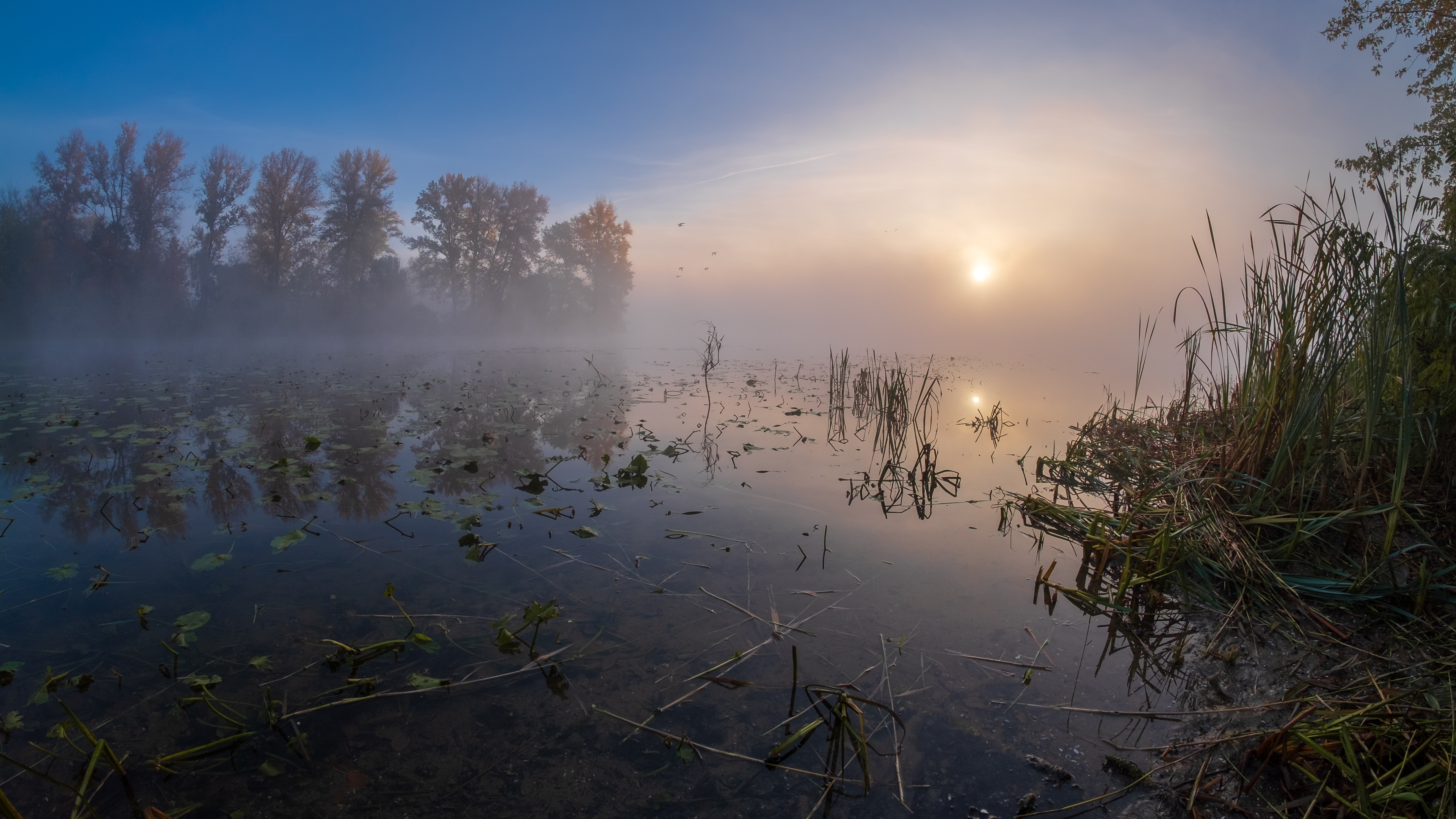
La réserve de Bobrovnia dans l'oblast de Kiev. Octobre 2018.

L'oblast de Kiev est traversée par le Dniepr du nord au sud. Elle couvre une superficie de 28 131 km2, soit 4,7 % du territoire de l'Ukraine. Elle est bordée au nord par la Biélorussie, à l'est par l'oblast de Tchernihiv, au sud-est par l'oblast de Poltava, au sud par l'oblast de Tcherkassy et à l'ouest par les oblasts de Vinnytsia et de Jytomyr.
Dans le nord de l'oblast se trouve la zone de Tchernobyl. La principale ville de cette zone, Pripiat, est désormais une ville fantôme.
Dans le périmètre de l’oblast, le fleuve Dniepr parcourt 246 km. Au total, l'oblast compte 177 rivières et 13 lacs de retenue (les principaux sont le réservoir de Kiev et le lac de Kaniv), le parc national de Zalissia et 750 lacs de toutes tailles.

### Climat
Le climat de l’oblast de Kiev est caractéristique de la Polésie : c'est un climat continental aux hivers relativement doux et aux étés chauds. .

### Végétation
L’oblast de Kiev est vallonné en rive droite du Dniepr. Toute la région est cernée d'une couronne continue de verdure et de forêts, d'une superficie de 436 km2, où plus de 250 essences d'arbres sont représentées.

## Population

### Démographie
Recensements (*) ou estimations de la population :
| 1959*     | 1970*     | 1979*     | 1989*     | 2001*     |
| --------- | --------- | --------- | --------- | --------- |
| 1 723 872 | 1 834 021 | 1 923 905 | 1 939 973 | 1 827 894 |

| 2010      | 2011      | 2012      | 2015      | 2021      |
| --------- | --------- | --------- | --------- | --------- |
| 1 721 764 | 1 717 649 | 1 713 820 | 1 729 234 | 1 788 530 |

| 2022      | - | - | - | - |
| --------- | - | - | - | - |
| 1 795 542 | - | - | - | - |

| Année | Population | Naissances annuelles | Décès annuels | Solde naturel annuel | Taux de natalité (‰) | Taux de mortalité (‰) | Solde naturel (‰) | Indice de fécondité |
| ----- | ---------- | -------------------- | ------------- | -------------------- | -------------------- | --------------------- | ----------------- | ------------------- |
| 1990  | 1 947 600  | 23 937               | 25 407        | -1 407               | 12,3                 | 13,0                  | -0,7              | 1,79                |
| 1991  | 1 946 400  | 22 653               | 27 419        | -4 766               | 11,7                 | 14,1                  | -2,4              | 1,71                |
| 1992  | 1 937 600  | 21 538               | 28 083        | -6 545               | 11,1                 | 14,5                  | -3,4              | 1,63                |
| 1993  | 1 937 900  | 20 393               | 30 211        | -9 818               | 10,5                 | 15,6                  | -5,1              | 1,54                |
| 1994  | 1 927 600  | 19 113               | 30 405        | -11 292              | 9,9                  | 15,8                  | -5,9              | 1,45                |
| 1995  | 1 911 600  | 18 300               | 31 495        | -13 195              | 9,6                  | 16,5                  | -6,9              | 1,40                |
| 1996  | 1 903 600  | 17 562               | 30 567        | -13 005              | 9,2                  | 16,1                  | -6,9              | 1,35                |
| 1997  | 1 894 100  | 16 470               | 30 056        | -13 586              | 8,7                  | 15,9                  | -7,2              | 1,28                |
| 1998  | 1 885 400  | 14 873               | 29 128        | -14 255              | 7,9                  | 15,5                  | -7,6              | 1,16                |
| 1999  | 1 875 600  | 13 672               | 29 570        | -15 898              | 7,3                  | 15,8                  | -7,5              | 1,07                |
| 2000  | 1 861 500  | 13 487               | 30 064        | -16 577              | 7,3                  | 16,2                  | -8,9              | 1,06                |
| 2001  | 1 843 400  | 13 288               | 30 379        | -17 091              | 7,2                  | 16,6                  | -9,4              | 1,05                |
| 2002  | 1 827 894  | 13 994               | 30 280        | -16 286              | 7,7                  | 16,7                  | -9,0              | 1,08                |
| 2003  | 1 803 342  | 15 079               | 31 125        | -16 046              | 8,4                  | 17,3                  | -8,9              | 1,14                |
| 2004  | 1 793 877  | 16 016               | 31 474        | -15 458              | 9,0                  | 17,6                  | -8,6              | 1,21                |
| 2005  | 1 778 922  | 16 460               | 32 478        | -16 018              | 9,3                  | 18,3                  | -9,0              | 1,26                |
| 2006  | 1 763 754  | 17 383               | 31 470        | -14 087              | 9,9                  | 17,9                  | -8,0              | 1,31                |
| 2007  | 1 751 126  | 18 378               | 31 511        | -13 133              | 10,5                 | 18,1                  | -7,6              | 1,39                |
| 2008  | 1 737 269  | 20 195               | 30 946        | -10 751              | 11,7                 | 17,9                  | -6,2              | 1,50                |
| 2009  | 1 727 873  | 20 616               | 28 869        | -8 253               | 12,0                 | 16,7                  | -4,7              | 1,59                |
| 2010  | 1 721 764  | 19 737               | 28 406        | -8 669               | 11,5                 | 16,5                  | -5,0              | 1,58                |
| 2011  | 1 717 649  | 20 083               | 26 847        | -6 764               | 11,7                 | 15,6                  | -3,9              | 1,58                |
| 2012  | 1 719 558  | 20 966               | 27 161        | -6 195               | 12,2                 | 15,8                  | -3,6              | 1,67                |
| 2013  | 1 722 052  | 20 511               | 27 198        | -6 687               | 11,9                 | 15,8                  | -3,9              | 1,64                |
| 2014  | 1 725 478  | 20 900               | 28 264        | -7 364               | 12,1                 | 16,4                  | -4,3              | 1,69                |
| 2015  | 1 729 234  | 20 205               | 28 429        | -8 224               | 11,7                 | 16,4                  | -4,7              | 1,65                |
| 2016  | 1 732 235  | 19 027               | 28 193        | -9 166               | 11,0                 | 16,3                  | -5,3              | 1,58                |
| 2017  | 1 734 471  | 16 998               | 27 862        | -10 864              | 9,8                  | 16,1                  | -6,3              | 1,41                |
| 2018  | 1 754 284  | 15 236               | 28 722        | -16 486              | 8,7                  | 16,3                  | -7,6              | 1,27                |

### Structure par âge
0-14 ans: 17.1%  (hommes 155 726/femmes 145 576)
15-64 ans: 67.6%  (hommes 566 306/femmes 625 459)
65 ans et plus: 15.3%  (hommes 87 247/femmes 181 847) (2019 officiel)

### Âge médian
total : 39.8 ans 
homme : 37.0 ans 
femme : 42.7 ans  (2019 officiel)

### Villes
Les villes les plus importantes de l'oblast sont :
- Bila Tserkva
- Brovary
- Boryspil
- Irpine-Kotsioubynske-Boutcha-Vorzel (ces localités se touchent et forment pratiquement une agglomération urbaine.)
- Fastiv
- Vassylkiv

## Politique

### Gouverneurs
- Vasyl Sinko (1995 - 1996)
- Anatolii Zasukha (1996 - 2005)
- Yevhen Zhovtyak (2005 - 2006)
- Valeriy Kondruk (Intérim) (2006)
- Vira Ouliantchenko (2006 - 2009)
- Viktor Vakarash (2009 - 2010)
- Anatolii Prysiazhniuk (2010 - 2014)
- Volodymyr Shandra (2 mars 2014 - 27 janvier 2016)
- Maksym Melnychuk (3 février 2016 - 9 septembre 2016)
- Lev Partzkhaladze (Intérim) (9 septembre 2016 - 28 octobre 2016)
- Oleksandr Horhan (28 octobre 2016 - 30 octobre 2018)
- Oleksandr Tereschuk (30 octobre 2018 - 11 juin 2019)
- Vyacheslav Kucher (Intérim) (11 juin 2019 - 9 juillet 2019)
- Mykhailo Bno-Airiian (10 juillet 2019 - 28 octobre 2019)
- Oleksiy Tchernychov (28 octobre 2019 - 4 mars 2020)
- Vasyl Volodin (18 juin 2020 - 8 février 2022)
- Oleksiy Kouleba (8 février 2022 - 15 mars 2022)
- Oleksandr Pavliouk (15 mars 2022 - 21 mai 2022)
- Oleksiy Kouleba (21 mai 2022 - 24 janvier 2023)
- Dmytro Nazarenko (Intérim) (25 janvier 2023 - 10 avril 2023)
- Rouslan Kravtchenko (10 avril 2023 - 30 décembre 2024)
- Mykola Kalashnyk

(24 mars 2025 - aujourd’hui)

## Économie

### Production d'énergie
On y trouve les réservoir de Kaniv et le réservoir de Kiev, la Centrale de pompage-turbinage de Kyiv, la  Centrale électrique de Kiev, la Centrale hydroélectrique de Kiev, Centrale thermique de Tripilska, la Centrale thermique Kyiv TEC 5, la Centrale thermique Kyiv TEC 6.
La centrale nucléaire de Tchernobyl s'y trouve aussi. Elle a été le lieu de la catastrophe nucléaire de Tchernobyl en 1986, et est à l'arrêt depuis 2000.

### Santé
L'hôpital psychiatrique de Kiev, l'hôpital militaire national de Kiev et l'hôpital luthérien de Kiev, l'université nationale de médecine Bogomolets.